# شهرستان تیپکانو (ایندیانا)
شهرستان تیپکانو، ایندیانا (به انگلیسی: Tippecanoe County, Indiana) شهرستانی در ایالات متحده آمریکا است که در ایندیانا واقع شده‌است.